# Vuelve a mí
A Vuelve a mí egy 2023 és 2024 között vetített amerikai televíziós sorozat, amelyet Sergio Mendoza és Amaris Paez készített. 2023. október 9-én mutatta be a Telemundo, Magyarországon még nem mutatták be. A főszerepekben William Levy és Samadhi Zendejas látható.

## Cselekmény
A Juárez városában és Mexikóvárosban játszódó romantikus dráma Nuria García (Samadhi Zendejas) történetét meséli el, egy szűkös anyagi körülmények között élő nőét, aki szerelmi viszonyba kezd Braulio Zepeda-val (Ferdinando Valencia), anélkül, hogy tudná, hogy ő az egyik tulajdonosa annak a vállalatnak, ahol dolgozik, hogy eltartsa fiát és testvérét. A főszereplők élete összefonódik, amikor elrabolják Andrés-t (André Sebastián), Nuria fiát. Készen állva arra, hogy megmentse a házasságát Amelia San Román-nal (Ximena Herrera), aki egy meddőségtől szenvedő nő, Braulio elfogadja felesége kérését, hogy örökbe fogadjanak egy gyereket. Így történik meg, hogy Braulio és Amelia örökbe fogadják Nuria gyermekét, aki egy évet töltött egy árvaházban, miután elrabolták édesanyjától. Nuria kétségbeesett keresést indít, hogy megtalálja és visszaszerezze fiát, aki már nem ismeri fel őt mint anyját. Ereje olyan hatalmas lesz, mint szeretete fia iránt. A legkevésbé várt pillanatban, Santiago (William Levy) megérkezik az életébe, nemcsak azért, hogy a támasza legyen, aki életben tartja a reményét, hanem ő lesz élete nagy szerelme. Ebben a szerelmi kapcsolatokkal teli drámában, egy anya feltétel nélküli szeretete gyermeke iránt lesz a történet vezetője.

## Szereplők
| Színész               | Szereplő                              | Magyar hang |
| --------------------- | ------------------------------------- | ----------- |
| William Levy          | Santiago Zepeda                       |             |
| Samadhi Zendejas      | Nuria García                          |             |
| Kimberly Dos Ramos    | Liana Corrales                        |             |
| Ximena Herrera        | Amelia San Román de Zepeda            |             |
| Ferdinando Valencia   | Braulio Zepeda                        |             |
| Rodolfo Salas         | Fausto Meléndez                       |             |
| Christian de la Campa | Diego Carranza                        |             |
| Laura Flores          | Martha Guevara de Zepeda              |             |
| Geraldine Galván      | Consuelo García                       |             |
| Amaranta Ruiz         | Rosalía García                        |             |
| Christian Ramos       | Jeremías "Chalo" Montejo              |             |
| Anna Sobero           | Aída Jiménez                          |             |
| Anthony Álvarez       | Isidro Sánchez "El Tigre"             |             |
| Eduardo Ibarrola      | Raymundo Esquivel                     |             |
| Ariana Saavedra       | Eugenia López                         |             |
| Diego Klein           | Jacinto Bermúdez                      |             |
| Leonardo Daniel       | José María "Chema" Mercado            |             |
| Fernando Ciangherotti | Roberto Zepeda                        |             |
| André Sebastián       | Andrés García / Juan "Juanito" Zepeda |             |
| Jorge Luis Pila       | Alberto Robles                        |             |
| Carlos Mata           | Valentín San Román                    |             |
| Víctor Cámara         | Mariano                               |             |

## Évados áttekintés
| Évad | Évad | Epizódok száma | Eredeti sugárzás | Eredeti sugárzás  | Eredeti sugárzás | Magyar sugárzás | Magyar sugárzás | Magyar sugárzás |
| Évad | Évad | Epizódok száma | Évadpremier      | Évadfinálé        | Eredeti adó      | Évadpremier     | Évadfinálé      | Magyar adó      |
| ---- | ---- | -------------- | ---------------- | ----------------- | ---------------- | --------------- | --------------- | --------------- |
|      | 1.   | 91             | 2023. október 9. | 2024. február 16. |                  |                 |                 |                 |